# آسلین
| سامانه   | ردیف       | اشکوب       | سن (میلیون سال پیش) |
| -------- | ---------- | ----------- | ------------------- |
| تریاس    | پیشین      | ایندوئن     | → پس از آن          |
| پرمین    | لوپینجین   | چانگسینگین  | ۲۵۲٫۲–۲۵۴٫۱         |
| پرمین    | لوپینجین   | ووچیاپینگین | ۲۵۴٫۱–۲۵۹٫۸         |
| پرمین    | گوادالوپین | کاپیتانین   | ۲۵۹٫۸–۲۶۵٫۱         |
| پرمین    | گوادالوپین | ووردین      | ۲۶۵٫۱–۲۶۸٫۸         |
| پرمین    | گوادالوپین | رودین       | ۲۶۸٫۸–۲۷۲٫۳         |
| پرمین    | سیسورالین  | کونگورین    | ۲۷۲٫۳–۲۸۳٫۵         |
| پرمین    | سیسورالین  | آرتینسکین   | ۲۸۳٫۵–۲۹۰٫۱         |
| پرمین    | سیسورالین  | ساکمارین    | ۲۹۰٫۱–۲۹۵٫۰         |
| پرمین    | سیسورالین  | آسلین       | ۲۹۵٫۰–۲۹۸٫۹         |
| کربونیفر | پنسیلوانین | گژلین       | → پیش از آن         |

آسلین (انگلیسی: Asselian) در مقیاس زمانی زمین‌شناسی، اشکوب زیرین یا نخستین عصر از ردیف سیسورالین و دوره پرمین به‌شمار می‌رود. آسلین در ستون چینه‌شناسی پس از اشکوب گژلین (آخرین اشکوب دوره کربنیفر) و پیش از ساکمارین جای می‌گیرد. اشکوب آسلین از حدود ۰٫۱۵ ± ۲۹۸٫۹ میلیون سال پیش آغاز شده و تا ۰٫۱۸ ± ۲۹۵٫۰ میلیون سال پیش ادامه یافت.

## نام‌گذاری
نام این اشکوب از رود آسل در جنوب رشته‌کوه اورال در قزاقستان گرفته شده است. این نام در سال ۱۹۵۴ معرفی شد.